# Euphyia excentrata
Euphyia excentrata là một loài bướm đêm trong họ Geometridae.